# Anthony O'Sullivan
Anthony O'Sullivan (datos de su nacimiento desconocidos – 5 de julio de 1920) fue un actor y director cinematográfico de nacionalidad estadounidense, activo en la época del cine mudo.  
Actuó en 170 filmes entre 1906 y 1918, dirigiendo 50 desde 1913 a 1915. En los últimos años de su carrera aparecía en los créditos con el nombre de Tony O'Sullivan. Falleció en el barrio del Bronx, en Nueva York, en 1920.

## Filmografía

### Actor
| - The Black Hand, de Wallace McCutcheon (1906) - Yale Laundry (1907) - Dr. Skinum, de Wallace McCutcheon (1907) - Mr. Gay and Mrs. (1907) - Professional Jealousy (1908) - Lonesome Junction (1908) - The Yellow Peril, de Wallace McCutcheon (1908) - A Famous Escape, de Wallace McCutcheon (1908) - King of the Cannibal Islands, de Wallace McCutcheon (1908) - Hulda's Lovers, de Wallace McCutcheon (1908) - The Sculptor's Nightmare, de Wallace McCutcheon (1908) - Thompson's Night Out, de Wallace McCutcheon (1908) - 'Ostler Joe, de Wallace McCutcheon (1908) - The Invisible Fluid, de Wallace McCutcheon (1908) - The Man in the Box, de Wallace McCutcheon (1908) - Over the Hill to the Poorhouse, de Stanner E.V. Taylor (1908) - At the Crossroads of Life, de Wallace McCutcheon Jr. (1908) - The Kentuckian, de Wallace McCutcheon (1908) - The Stage Rustler, de Wallace McCutcheon (1908) - The Fight for Freedom, de D.W. Griffith y Wallace McCutcheon Jr. (1908) - The Black Viper, de D.W. Griffith y Wallace McCutcheon Jr. (1908) - Deceived Slumming Party, de D.W. Griffith (1908) - A Calamitous Elopement , de D.W. Griffith (1908) - The Greaser's Gauntlet, de David W. Griffith (1908) - The Fatal Hour, de D.W. Griffith (1908) - Monday Morning in a Coney Island Police Court, de D.W. Griffith y Wallace McCutcheon (1908) - The Red Girl, de D.W. Griffith (1908) - The Pirate's Gold, de D.W. Griffith (1908) - The Heart of an Outlaw , de D.W. Griffith (1909) - Mrs. Jones Entertains, de D.W. Griffith (1909) - A Sound Sleeper, de D.W. Griffith (1909) - The Renunciation (1909) - The Message (1909) - The Necklace (1909) - The Way of Man (1909) - The Peachbasket Hat (1909) - Her First Biscuits (1909) - The Faded Lilies (1909) - The Son's Return (1909) - El teléfono (1909) - The Violin Maker of Cremona, de David W. Griffith (1909) - What Drink Did (1909) - Eloping with Auntie (1909) - Two Memories (1909) - The Jilt (1909) - One Busy Hour (1909) - Lucky Jim, de David W. Griffith (1909) - The Hessian Renegades, de David W. Griffith (1909) - The Note in the Shoe (1909) - The Little Darling, de David W. Griffith (1909) - The Sealed Room, de David W. Griffith (1909) - Pranks (1909) - The Mills of the Gods (1909) - The Seventh Day (1909) - The Indian Runner's Romance (1909) - With Her Card (1909) - The Better Way, de David W. Griffith (1909) - They Would Elope (1909) - Jealousy and the Man, de David W. Griffith (1909) | - A Strange Meeting , de David W. Griffith (1909) - A Convict's Sacrifice, de David W. Griffith (1909) - Choosing a Husband (1909) - In Little Italy (1909) - The Day After, de David W. Griffith y Frank Powell (1909) - The Test, de David W. Griffith (1909) - A Corner in Wheat (1909) - In the Window Recess (1909) - The Trick That Failed (1909) - The Open Gate (1909) - A Midnight Adventure (1909) - Two Women and a Man (1909) - The Light That Came (1909) - The Expiation, de David W. Griffith (1909) - Nursing a Viper, de David W. Griffith (1909) - The Gibson Goddess, de David W. Griffith (1909) - In the Watches of the Night (1909) - His Lost Love (1909) - A Change of Heart, de David W. Griffith (1909) - The Awakening (1909) - Leather Stocking (1909) - A Fair Exchange, de David W. Griffith (1909) - In Old Kentucky (1909) - Getting Even, de D.W. Griffith (1909) - The Broken Locket (1909) - The Death Disc: A Story of the Cromwellian Period, de David W. Griffith (1909) - The Modern Prodigal (1910) - The Banker's Daughters (1910) - That Chink at Golden Gulch (1910) - Rose O'Salem Town (1910) - In Life's Cycle (1910) - Little Angels of Luck (1910) - An Arcadian Maid (1910) - A Flash of Light (1910) - A Child's Impulse (1910) - Muggsy Becomes a Hero (1910) - A Mohawk's Way (1910) - The Oath and the Man (1910) - The Iconoclast (1910) - The Masher, de Frank Powell (1910) - The Proposal (1910) - After the Ball (1910) - A Victim of Jealousy (1910) - After the Ball (1910) - A Child of the Ghetto (1910) - A Knot in the Plot (1910) - Ramona, de David W. Griffith (1910) - An Affair of Hearts (1910) - The Gold Seekers (1910) - Up a Tree (1910) - A Rich Revenge (1910) - The Way of the World (1910) - His Last Dollar (1910) - As It Is in Life (1910) - Gold Is Not All (1910) - The Twisted Trail (1910) - Faithful (1910) - The Converts (1910) - In Old California (1910) - The Thread of Destiny (1910) - The Newlyweds (1910) - The Final Settlement (1910) - Taming a Husband (1910) - The Englishman and the Girl (1910) - The Last Deal (1910) - The Call, de David W. Griffith (1910) - Her Terrible Ordeal (1910) - The Honor of His Family (1910) - The Little Avenger (1911) - The Orphan (1911) - The Tourists (1912) - Katchem Kate (1912) - The Goddess of Sagebrush Gulch (1912) - The Switch Tower (1913) - Old Offenders (1915) - Are Waitresses Safe? (1917) - The Kitchen Lady (1918) |

### Director
| - Olaf-An Atom (1913) - A Frightful Blunder (1913) - The Stolen Bride (1913) - The Wrong Bottle (1913) - Her Wedding Bell (1913) - All for Science (1913) - Old Coupons (1913) - Diversion (1913) - The Stopped Clock (1913) - The Van Nostrand Tiara (1913) - A Tender-Hearted Crook (1913) - The Law and His Son (1913) - The Stolen Treaty (1913) - The Strong Man's Burden (1913) - The Crook and the Girl (1913) - The Work Habit (1913) - I Was Meant for You (1913) - Under the Shadow of the Law (1913) - The Monument (1913) - When Love Forgives (1913) - The Vengeance of Galora (1913) - The Mirror (1913) | - A Gamble with Death (1913) - In Diplomatic Circles (1913) - The Switch Tower (1913) - The Well (1913) - A Dangerous Foe (1913) - The Terrible Lesson (1914) - The Man Who Paid (1914) - The Man and the Master (1914) - The Little Widow (1914) - The Ragamuffin (1914) - A Daring Getaway (1914) - When a Woman Guides (1914) - Concentration (1914) - The Opal's Curse (1914) - Death's Witness (1914) - Her Mother's Weakness (1914) - Old Offenders (1915) - As It Happened (1915) - Her Convert (1915) - The Way Out (1915) |